# Roberto Mazzucato
Roberto Mazzucato (Roma, 16 marzo 1954) è un ex triplista italiano.
Vanta un primato personale di 16,92 m ottenuto nell'agosto del 1979 a Torino nel corso della finale di Coppa Europa, gara in cui Mazzucato giunse secondo battuto per due centimetri dal francese Bernard Lamitié. Il mese seguente vinse la medaglia di bronzo alle Universiadi di Città del Messico con 16,87 m. 
È stato per 3 volte vincitore del campionato italiano assoluto di specialità  (1977, 1979 e 1982) e per altrettante volte primo ai campionati nazionali indoor (1982, 1983, 1986).